# 磷钼酸铯
磷钼酸铯是一种无机化合物，化学式为Cs3PMo12O40，是一种杂多酸盐。它可由磷钼酸在二氧六环水溶液中（碳酸氢锂调节pH至4.5~5.5）和硝酸铯反应得到，或直接由磷钼酸铵和氯化铯反应制得。它可用作环己烯氧化为己二酸的催化剂。